# Helen Lee
Helen Lee, née en Chine, est une chercheuse franco-britannique, professeure associée à l'Université de Cambridge et lauréate du prix de l'inventeur européen 2016 délivré par l'office européen des brevets  pour l'invention de kits de diagnostic de maladies infectieuses comme le HIV, l’hépatite B et la chlamydia pour les régions à faibles ressources.

## Biographie
Helen Lee est titulaire d'un doctorat de l'Université Cornell. Elle commence sa carrière à Paris au centre national de transfusion sanguine.
Depuis 1996, elle est professeure associée à la tête de l'Unité de développement du diagnostic à l'Université de Cambridge, où elle met au point des tests de dépistage du VIH  pour les pays en développement. Le kit de diagnostic, appelé "Samba" (test simple basé sur l'amplification) est testé en Afrique subsaharienne avec Médecins sans frontières.
En 2016, elle  remporte le prix de l'inventeur européen dans la catégorie prix du public avec plus de 36 300 voix.  Selon Benoît Battistelli, alors président de l'Office européen des brevets, « Le vote massif du public en faveur d'Helen Lee reconnaît sa contribution majeure au dépistage précoce et au traitement des maladies infectieuses dans les régions qui en ont le plus besoin ».
En 2019, elle est membre du jury de personnes expertes délivrant les prix de l'inventeur européen.
En mai 2020, Lee a été reconnue sur la Science Power List du Times parce que son invention, le kit de diagnostic SAMBA II, a pu être adaptée et réutilisée pour des tests du COVID-19.

## Prix et récompenses
- 2005 Prix Lord Lloyd of Kilgerran
- 2006 Prix européen Femmes d'honneur pour son rôle dans l'amélioration des soins de santé dans les pays en développement[5]
- 2006 Prix britannique de l'inventrice dans l'industrie
- 2007 Prix Femmes asiatiques de mérite[6]
- 2016 Prix de l'inventeur européen de 2016[7]